# Saint-Denis-le-Gast
Pour les articles homonymes, voir Saint-Denis.
Saint-Denis-le-Gast [sɛ̃ dəni lə ɡa] est une commune française, située dans le département de la Manche en région Normandie, peuplée de 527 habitants.

## Géographie

### Localisation
Les communes limitrophes sont Roncey, La Baleine, Grimesnil, Hambye, Lengronne, Saint-Martin-de-Cenilly et Gavray-sur-Sienne.

### Hydrographie
La commune est située dans le bassin Seine-Normandie. Elle est drainée par la Sienne, la Vanne, le Blanc Douit, la Chonage, le cours d'eau 01 de la Douitie, le cours d'eau 01 de la Grentière, le cours d'eau 01 de la Guesnellière, le cours d'eau 01 de l'Avocaterie, le cours d'eau 01 de Montereau, le cours d'eau 02 de la Haize, le fossé 01 de la Grande Hannière, le fossé 01 de la Guillarderie, le fossé 01 du Champ de la Cours, le fossé 01 du Village au Comte, le fossé 02 de la Jouannerie et divers autres petits cours d'eau,.
La Sienne, d'une longueur de 93 km, prend sa source dans la commune de Noues de Sienne et se jette dans le golfe de Saint-Malo en limite de Agon-Coutainville et de Regnéville-sur-Mer, après avoir traversé 21 communes.

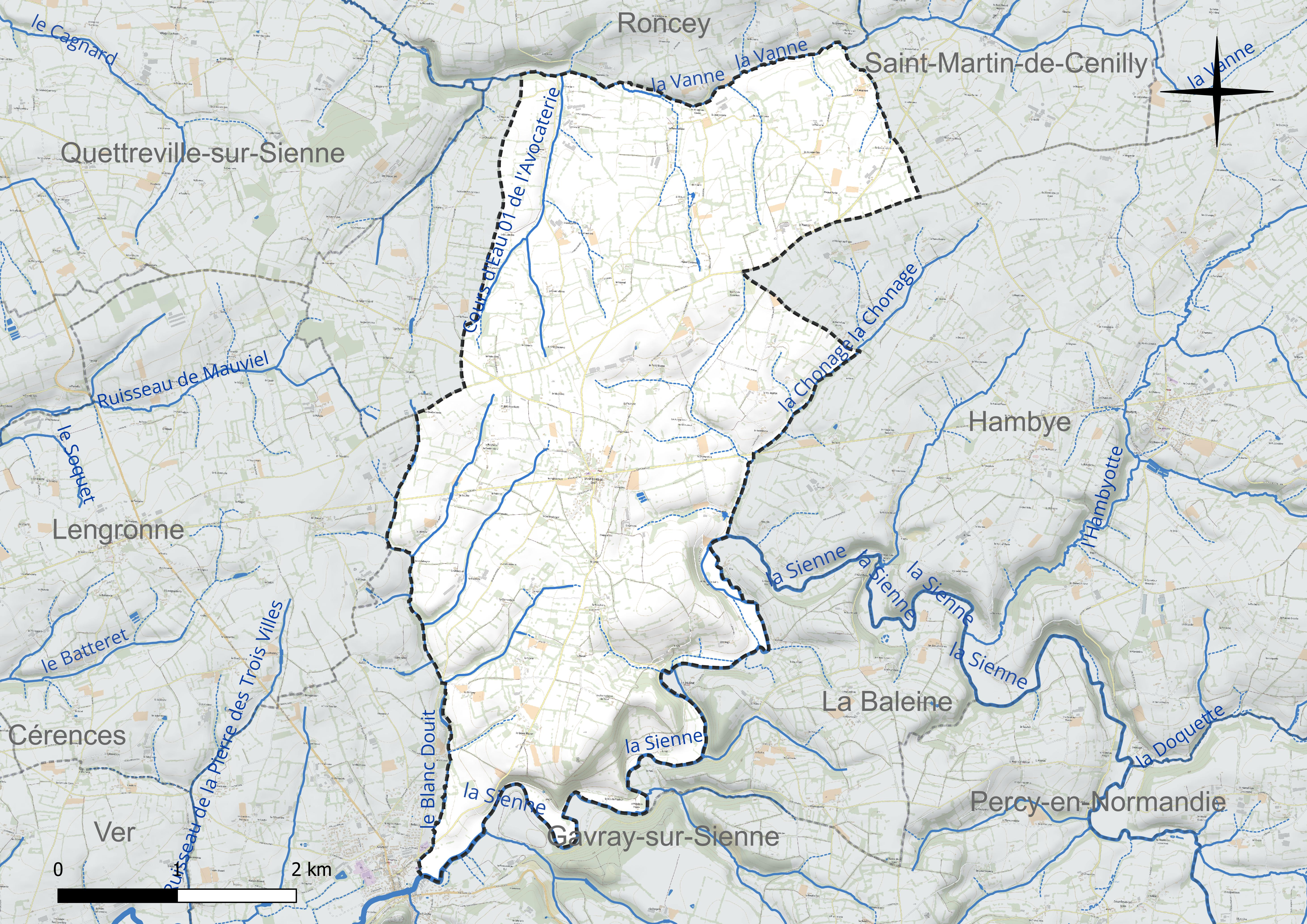
Réseau hydrographique de Saint-Denis-le-Gast.

La Vanne, d'une longueur de 20 km, prend sa source dans la commune de Notre-Dame-de-Cenilly et se jette dans la Sienne à Quettreville-sur-Sienne, après avoir traversé sept communes.

### Climat
Pour des articles plus généraux, voir Climat de la Normandie et Climat de la Manche.
En 2010, le climat de la commune est de type climat océanique franc, selon une étude du CNRS s'appuyant sur une série de données couvrant la période 1971-2000. En 2020, Météo-France publie une typologie des climats de la France métropolitaine dans laquelle la commune est exposée à un climat océanique et est dans la région climatique  Normandie (Cotentin, Orne), caractérisée par une pluviométrie relativement élevée (850 mm/a) et un été frais (15,5 °C) et venté. Parallèlement le GIEC normand, un groupe régional d’experts sur le climat, différencie quant à lui, dans une étude de 2020, trois grands types de climats pour la région Normandie, nuancés à une échelle plus fine par les facteurs géographiques locaux. La commune est, selon ce zonage, exposée à un « climat contrasté des collines », correspondant au Bocage normand, bien arrosé, voire très arrosé sur les reliefs les plus exposés au flux d’ouest, et frais en raison de l’altitude.
Pour la période 1971-2000, la température annuelle moyenne est de 10,7 °C, avec une amplitude thermique annuelle de 11,9 °C. Le cumul annuel moyen de précipitations est de 1 031 mm, avec 14,3 jours de précipitations en janvier et 9,2 jours en juillet. Pour la période 1991-2020, la température moyenne annuelle observée sur la station météorologique la plus proche, située sur la commune de Cerisy-la-Salle à 10 km à vol d'oiseau, est de 11,5 °C et le cumul annuel moyen de précipitations est de 1 112,5 mm,. Pour l'avenir, les paramètres climatiques de la commune estimés pour 2050 selon différents scénarios d’émission de gaz à effet de serre sont consultables sur un site dédié publié par Météo-France en novembre 2022.

## Urbanisme

### Typologie
Au 1er janvier 2024, Saint-Denis-le-Gast est catégorisée commune rurale à habitat très dispersé, selon la nouvelle grille communale de densité à sept niveaux définie par l'Insee en 2022.
Elle est située hors unité urbaine et hors attraction des villes,.

### Occupation des sols
L'occupation des sols de la commune, telle qu'elle ressort de la base de données européenne d’occupation biophysique des sols Corine Land Cover (CLC), est marquée par l'importance des territoires agricoles (96,1 % en 2018), en diminution par rapport à 1990 (97,9 %).
La répartition détaillée en 2018 est la suivante : prairies (48,1 %), zones agricoles hétérogènes (39,3 %), terres arables (8,8 %), forêts (2,1 %), zones urbanisées (1,8 %).

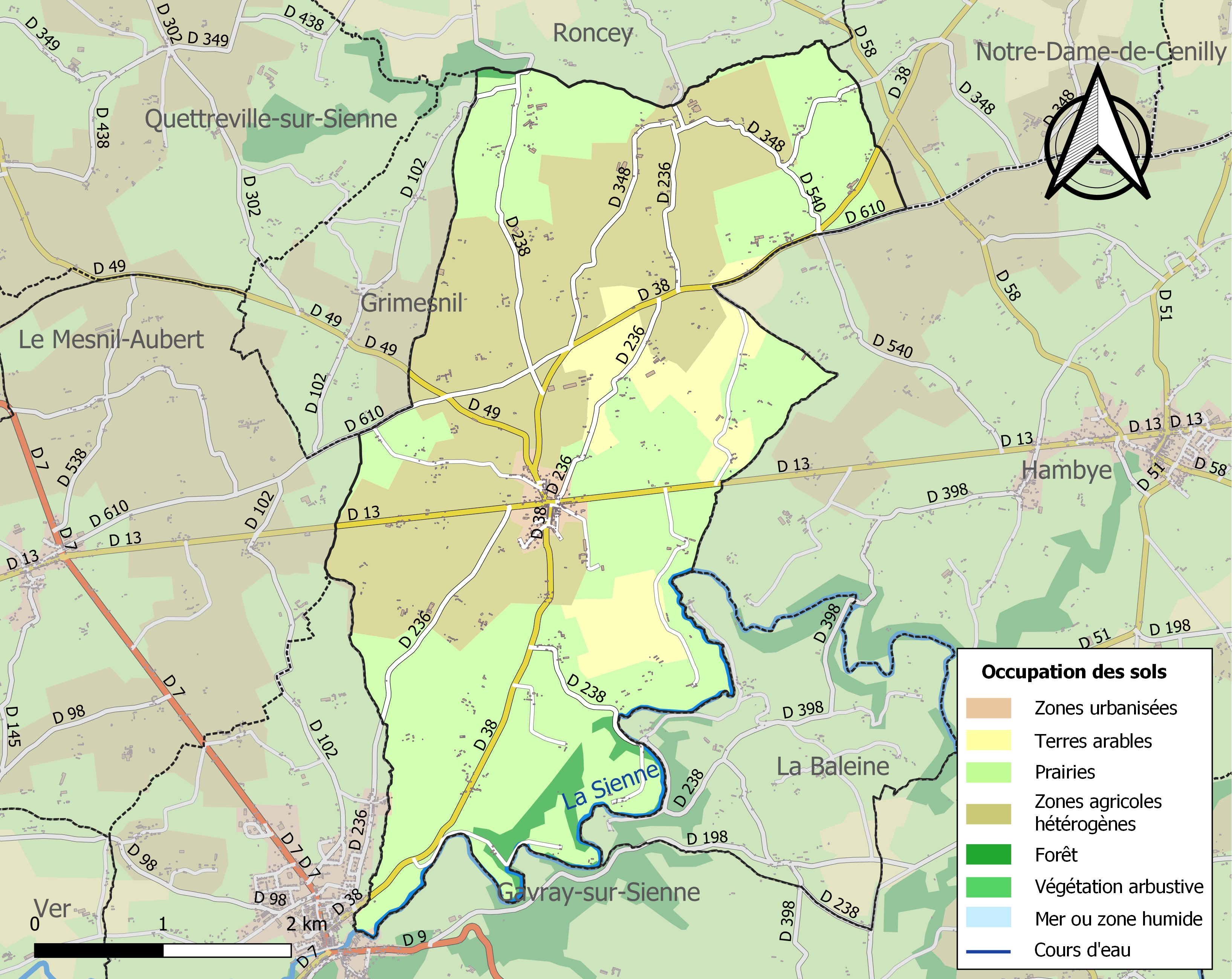
Carte des infrastructures et de l'occupation des sols de la commune en 2018 (CLC).

L'évolution de l’occupation des sols de la commune et de ses infrastructures peut être observée sur les différentes représentations cartographiques du territoire : la carte de Cassini (XVIIIe siècle), la carte d'état-major (1820-1866) et les cartes ou photos aériennes de l'IGN pour la période actuelle (1950 à aujourd'hui).

### Lieux-dits, hameaux et écarts
La commune comporte un lieu-dit appelé le Moulin Fouleur, au sud-ouest de La Baleine, près d'une boucle du cours d'eau également appelé la Baleine.

## Toponymie
Le nom de la localité est attesté sous la forme Sanctus Dyonisius le Gast en 1332.
La paroisse était dédiée à Denis de Paris, premier évêque de Paris, évangélisateur de la Gaule, martyr.
Le second élément est l'ancien français gast, ayant le sens d'« inculte », ou plus exactement « non cultivé ». Il s'oppose à celui de Saint-Denis-le-Vêtu dont le territoire était déjà mis en culture à l'époque des essarteurs.

## Histoire

### Moyen Âge
Un seigneur de Saint-Denis était aux côtés de Guillaume le Conquérant à Hastings en 1066. Au XIIe siècle, un Meurdrac, seigneur de Saint-Denis, accompagnait le duc de Normandie, Robert Courteheuse, à la première croisade (1096-1099).

### Temps modernes
La paroisse eut pour seigneur au XVIIIe siècle, Jacques-François Le Vaillant (° 1711), avocat général au Parlement de Normandie à Rouen, qui devient seigneur de Saint-Denis-le-Gast et du Tanu, à la suite de son mariage, en 1748, avec Charlotte Le Marquetel.

### Révolution française et Empire
À la création des cantons (1790), Saint-Denis-le-Gast est chef-lieu de canton. Ce canton est supprimé lors du redécoupage cantonal de l'an IX (1801).
Entre 1795-1800, Saint-Denis-le-Gast (1 656 habitants en 1793) absorbe Orbeville (164 habitants), au nord de son territoire.

### Époque contemporaine
En 1972, la commune de Grimesnil s'associe à Saint-Denis-le-Gast. L'association est dissoute en 1983.

## Politique et administration
| Période                                  | Période   | Identité       | Étiquette | Qualité     |
| ---------------------------------------- | --------- | -------------- | --------- | ----------- |
| 1989                                     | mars 2001 | Roger Jourdan  |           |             |
| mars 2001                                | En cours  | Claude Quesnel | SE        | Agriculteur |
| Les données manquantes sont à compléter. |           |                |           |             |

Le conseil municipal est composé de quinze membres dont le maire et quatre adjoints.

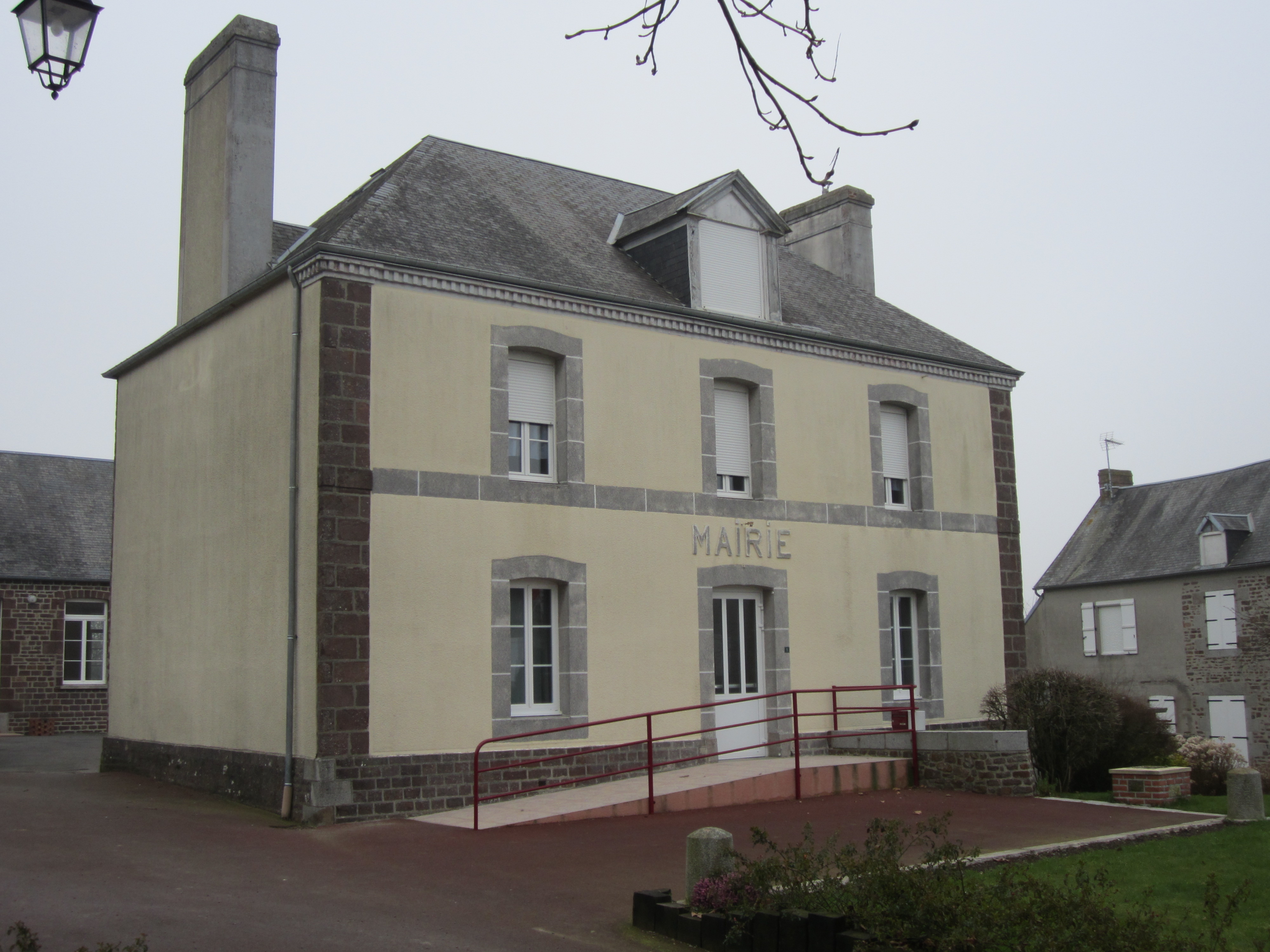
La mairie.
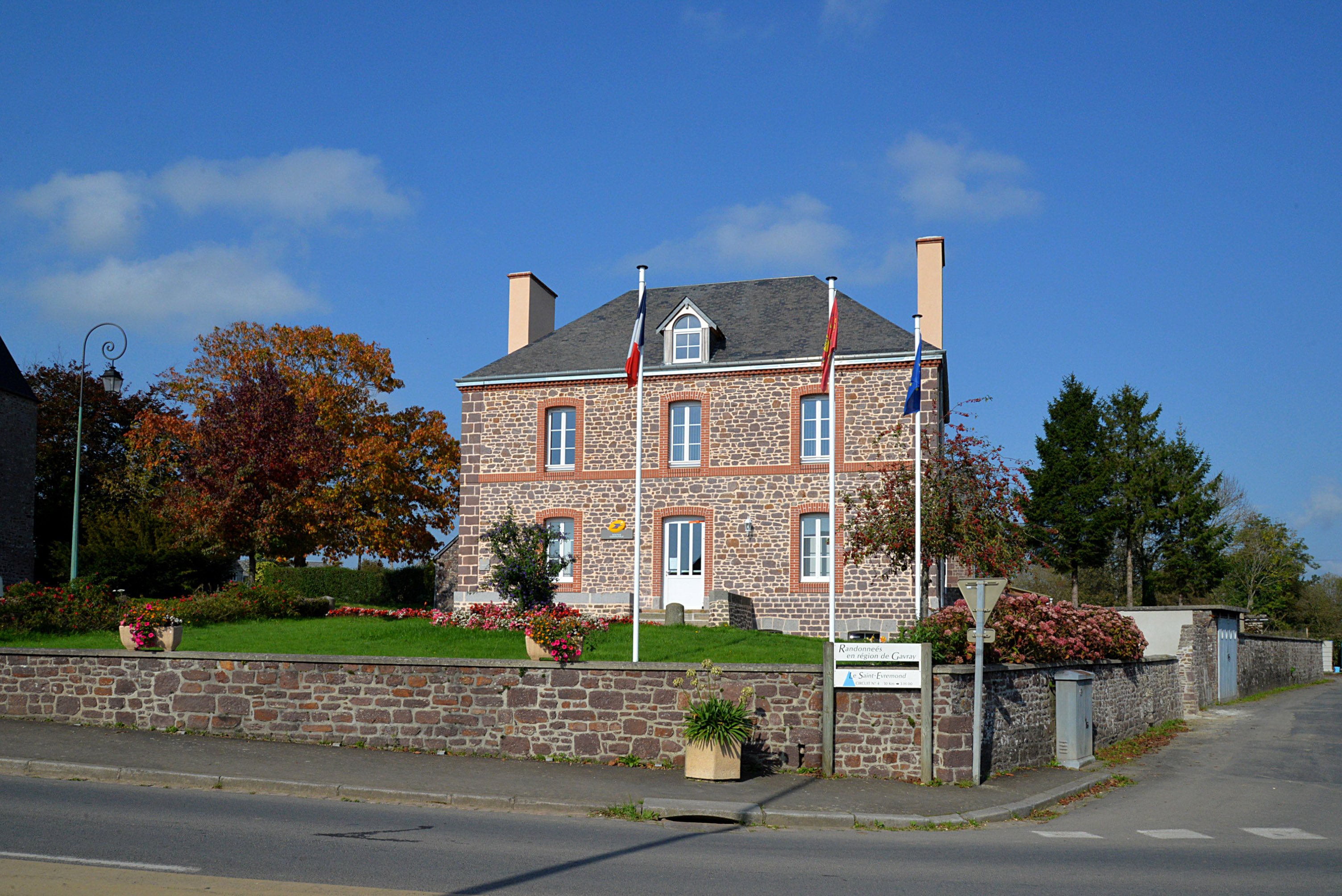
La mairie en 2017.

## Population et société
Les habitants de la commune sont appelés les Saint-Denisais.

### Démographie
L'évolution du nombre d'habitants est connue à travers les recensements de la population effectués dans la commune depuis 1793. Pour les communes de moins de 10 000 habitants, une enquête de recensement portant sur toute la population est réalisée tous les cinq ans, les populations de référence des années intermédiaires étant quant à elles estimées par interpolation ou extrapolation. Pour la commune, le premier recensement exhaustif entrant dans le cadre du nouveau dispositif a été réalisé en 2008.
En 2022, la commune comptait 527 habitants, en évolution de −2,59 % par rapport à 2016 (Manche : −0,31 %, France hors Mayotte : +2,11 %).
Saint-Denis-le-Gast a compté jusqu'à 1 859 habitants en 1831. Absorbée à la fin du XVIIIe siècle, la commune d'Orbeville avait 164 habitants lors du premier recensement républicain en 1793.
| 1793  | 1800  | 1806  | 1821  | 1831  | 1836  | 1841  | 1846  | 1851  |
| ----- | ----- | ----- | ----- | ----- | ----- | ----- | ----- | ----- |
| 1 656 | 1 804 | 1 844 | 1 837 | 1 859 | 1 774 | 1 656 | 1 635 | 1 678 |

| 1856  | 1861  | 1866  | 1872  | 1876  | 1881  | 1886  | 1891  | 1896  |
| ----- | ----- | ----- | ----- | ----- | ----- | ----- | ----- | ----- |
| 1 593 | 1 554 | 1 544 | 1 456 | 1 372 | 1 286 | 1 225 | 1 208 | 1 103 |

| 1901  | 1906  | 1911  | 1921 | 1926 | 1931 | 1936 | 1946 | 1954 |
| ----- | ----- | ----- | ---- | ---- | ---- | ---- | ---- | ---- |
| 1 076 | 1 035 | 1 034 | 869  | 879  | 851  | 850  | 864  | 897  |

| 1962 | 1968 | 1975 | 1982 | 1990 | 1999 | 2006 | 2008 | 2013 |
| ---- | ---- | ---- | ---- | ---- | ---- | ---- | ---- | ---- |
| 807  | 710  | 740  | 650  | 546  | 488  | 529  | 541  | 539  |

| 2018 | 2022 | - | - | - | - | - | - | - |
| ---- | ---- | - | - | - | - | - | - | - |
| 526  | 527  | - | - | - | - | - | - | - |

## Culture locale et patrimoine

### Lieux et monuments
- Église Saint-Denis des XVIe – XIXe siècles. Elle abrite un autel en forme de tombeau du XVIIIe classé au titre objet aux monuments historiques[40], ainsi que chaire à prêcher du XVIIIe, une paire de reliquaires du XVIIIe, stalles et lutrin[31].
- Vestiges d'une ancienne forteresse de l'époque médiévale au bord de la Sienne.

Selon Charles de Gerville, la seigneurie était, en 1250, la possession de la famille Meurdrac, qui avait pour armes : d'azur à deux jumelles d'or au lion passant en chef.
En 1327, un aveu est rendu par Philippe de Saint Denys, possesseur de Saint-Denis-le-Gast.
Lors de la seconde phase de la guerre de Cent Ans et l'occupation anglaise de la Normandie (1418-1450), le château, objet de multiples attaques, est pris en 1437 par les français, et ses fortifications seront détruites en 1440 par les Anglais qui ne pouvaient s'y maintenir, comme à Saint-Pierre-Langers en 1441. À la fin du XVe siècle la seigneurie échoie entre les mains des Marquetel. En 1591, par lettres patentes du roi, celle-ci prend le nom de de Saint-Denys.
Il ne subsiste rien des parties médiévales, l'enceinte, les tours, le pont dormant remplaçant un pont-levis, les fossés ainsi que la chapelle ont disparu. Les bâtiments les plus récents datent du XVIIIe siècle.
- Manoir de la Monnerie des XVIIIe – XIXe siècles.
- Monument commémoratif de Charles Le Marquetel de Saint-Denis, seigneur de Saint-Évremond.
- Vaste place entre deux rangées de maisons, atypique pour un petit bourg en bocage normand.

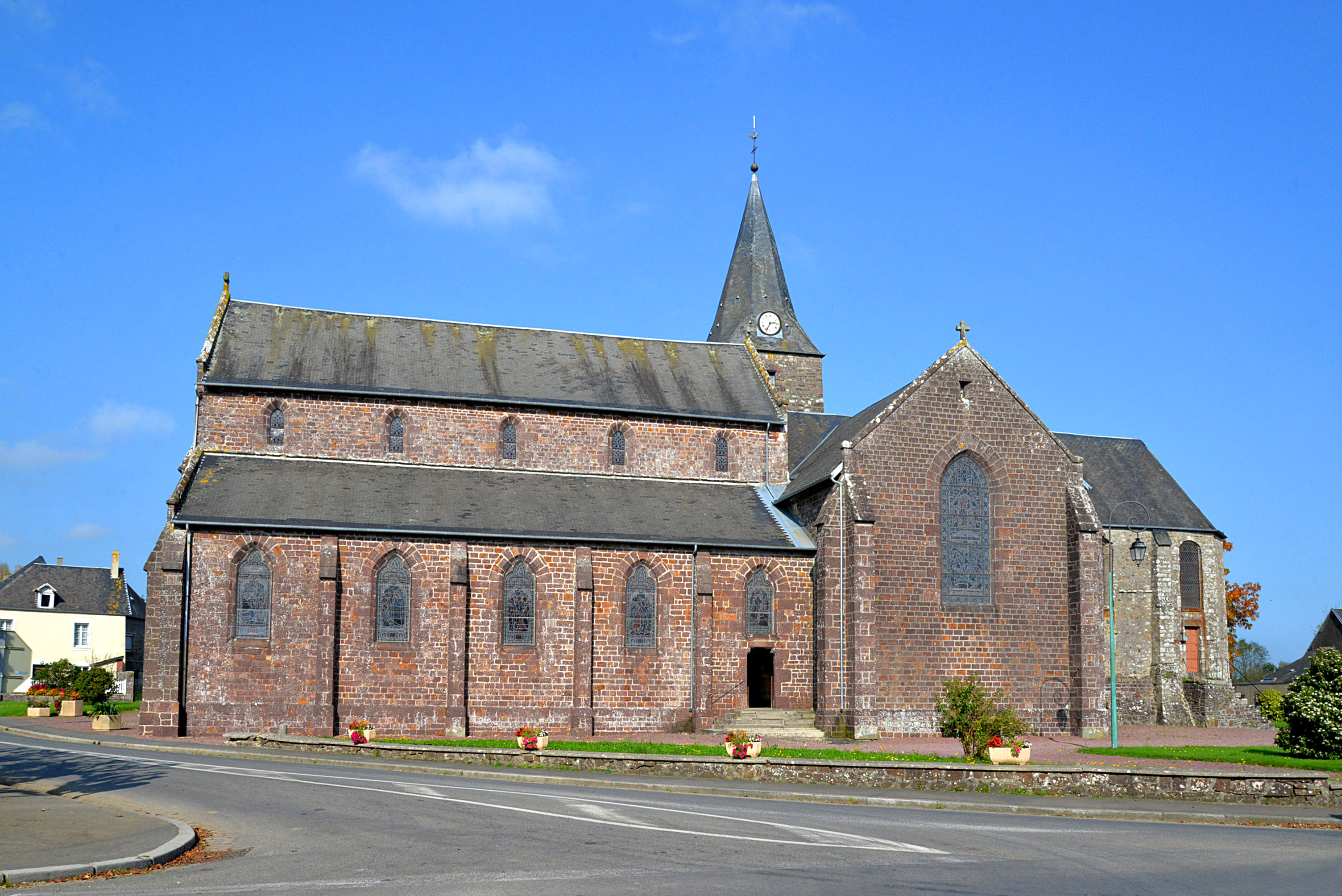
L’église Saint-Denis.
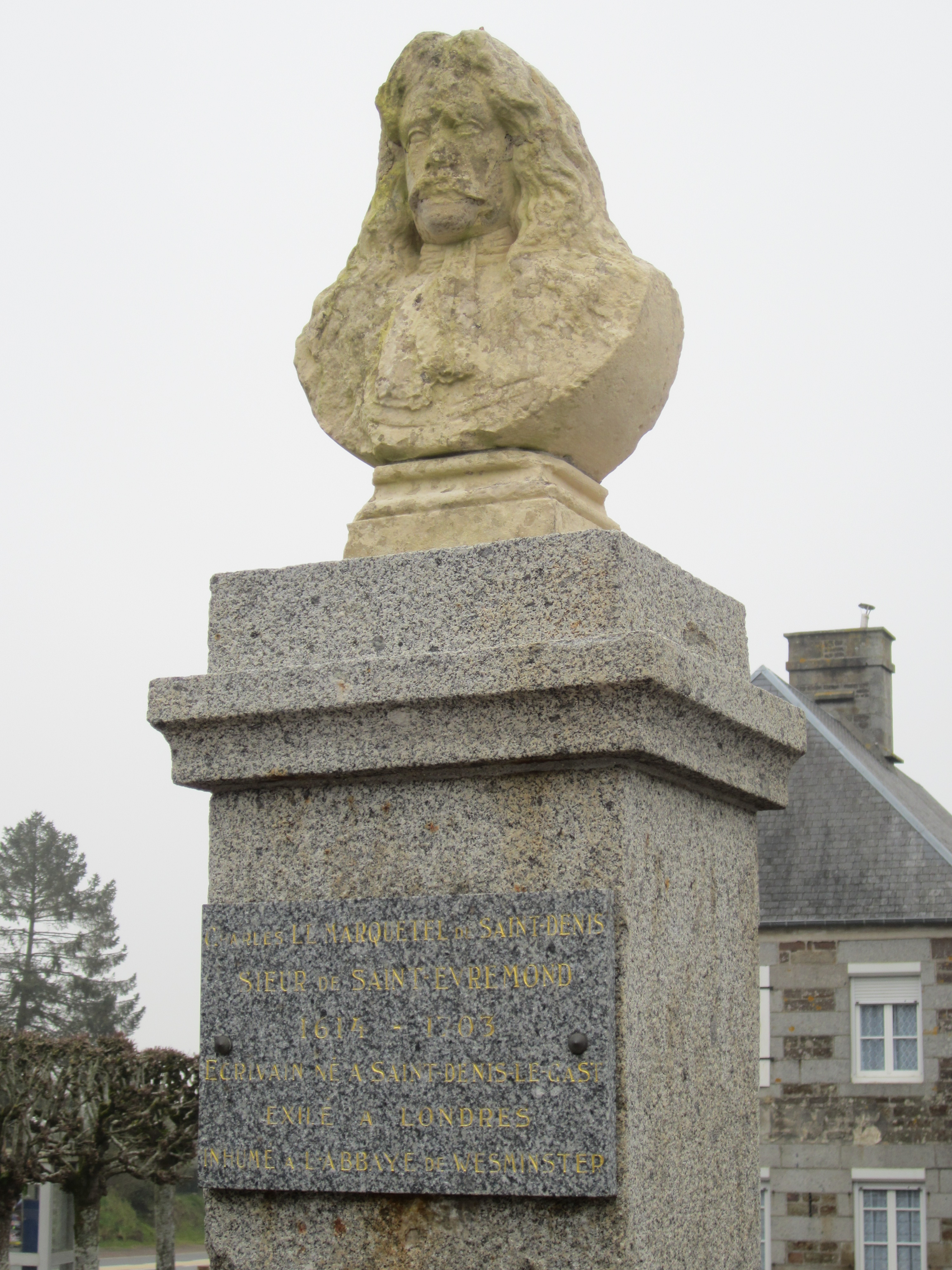
Le buste de Charles de Saint-Évremond.
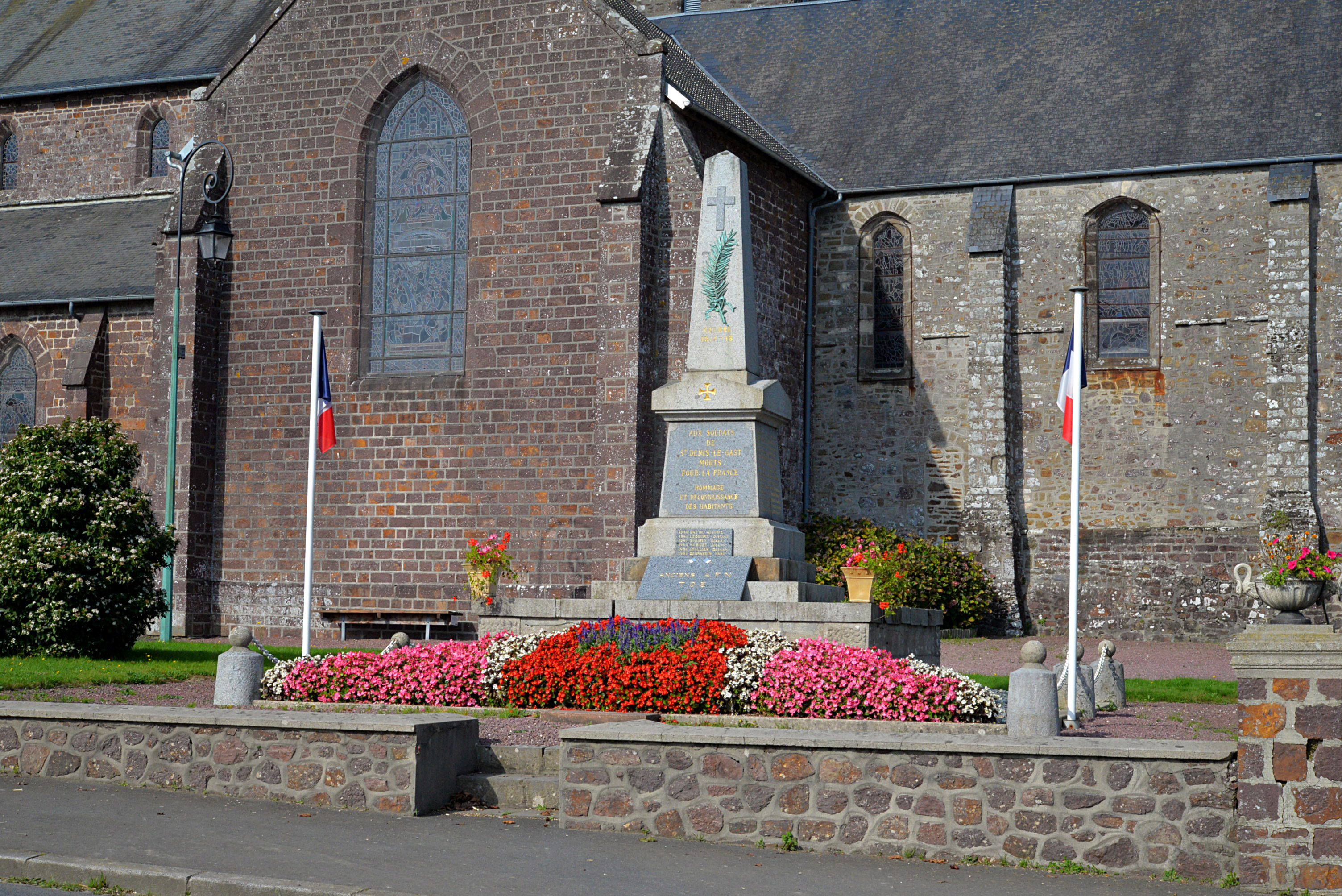
Le monument aux morts.

### Personnalités liées à la commune
- Charles de Saint-Évremond (v. 1614-1703), écrivain et moraliste, baptisé à Saint-Denis-le-Gast.
- Maurice Matieu (1934-2017), mathématicien et artiste peintre, mort à Saint-Denis-le-Gast, où il résidait depuis 1995, à la Rayrie[44].
- Nicole Mathieu (1936-), historienne et géographe, épouse de Maurice Matieu, y réside également depuis 1995[44].